# Kalopanax
Kalopanax (Kalopanax septemlobus) er et mellemstort, løvfældende træ med en åben og bredt søjleagtig vækstform. De forholdsvis få grene er grove og vandrette. 

## Beskrivelse
Barken er først glat og grøn med blågrønne torne. Senere bliver den mørkegrå og rynket, for til sidst at blive matgrå med en netagtig tegning af grålige kamme og store, tornede knuder. Gamle grene kan få furet bark med ganske få torne. Knopperne sidder spredt, og de er store og kegleformede med vinkelret udstående sideknopper. 
Bladene er røde i løvspringet. De er ægformede med 5-7 grove lapper. Bladranden er fint, men skarpt savtakket. Oversiden er mørkegrøn og glat, mens undersiden er præget af stive, bøjede hår og meget synlige ribber. Høstfarven er gul. Blomsterne sidder samlet i endestillede stande, der består af talrige, små skærme med hvide blomster. Frugterne er ægformede og sorte, men modner sjældent i Danmark.
Rodnettet består af grove, højtliggende hovedrødder med masser af dybtgående siderødder. Planten kan sætte rodskud.
Højde x bredde og årlig tilvækst: 18 x 4 m (50 x 10 cm/år).

## Hjemsted
I et naturskovområde i Japan på en undergrund af kalksten og brun skovjord er der lysninger, hvor Sasa kurilensis er forsvundet efter blomstring. Stedet ligger ved Towada-søen i Akita-præfekturet, som ligger i det nordlige Japan, og her vokser arten sammen med bl.a. Acanthopanax sciadophylloides (en art af Tornaralie), Hjertetræ, Ellebladet Birk, Fraxinus lanuginosa (en art af Ask), Japansk Bøg, Japansk Lind, Japansk Løn, Kuriler-Bambus, Kuriler-Magnolia, Lindera umbellata (en art af Sommerlaurbær) og Viftebladet løn
- Træets vækstform.
- Blade i efteråret.
- Dværgskud med torn og knop.

| Portal | Portal:Botanik |

## Note
1. ↑  M. Abe, J. Izaki, H. Miguchi, T. Masaki, A. Makita og T. Nakashizuka: The effects of Sasa and canopy gap formation on tree regeneration in an old beech forest (engelsk)